# 紀元前232年
紀元前232年（きげんぜん232ねん）は、ローマ暦の年である。

## 他の紀年法
- 干支 : 己巳
- 日本
  - 皇紀429年
  - 孝霊天皇59年
- 中国
  - 秦 - 始皇15年
  - 楚 - 幽王6年
  - 斉 - 斉王建33年
  - 燕 - 燕王喜23年
  - 趙 - 幽繆王4年
  - 魏 - 景湣王11年
  - 韓 - 韓王安7年
- 朝鮮 :
- ベトナム :
- 仏滅紀元 : 315年
- ユダヤ暦 :

## できごと

### セレウコス朝
- セレウコス朝の王セレウコス2世はパルティアを奪還するためイランへの遠征を行っていたが、実現しなかった。いくつかの出典によると、彼はパルティア王アルサケス1世によって数年間捕虜にされたという。また別の出典では、彼はパルティアへの支配権を認められ、アルサケス1世と和平を結んだと言われている。

### 共和政ローマ
- ローマ元老院及び自身の父の反対に関わらず、ガイウス・フラミニウスは平民に土地を分配することを承認させた。ローマ北部の土地は小区画に分けられ、第一次ポエニ戦争で田畑が荒らされた貧しい市民に分配された。

### 中国
- 秦が大軍を興して趙を攻撃し、一軍が鄴に向かい、一軍が太原に向かって狼孟を奪った。李牧と番吾で遭遇して、秦軍は敗れて帰還した。
- 人質として秦にいた燕の太子丹が帰国した。

### 哲学
- クレアンテースの死後、ソロイのクリュシッポスがストア派の第3代学頭になった。ストア主義に関する多くの著書により、彼はストア主義第二の創設者と呼ばれるようになった。

## 誕生
- 項羽:楚の武将（紀元前202年没）

## 死去
- アショーカ王:マウリヤ朝の王（紀元前304年生）
- クレアンテース:ストア派の哲学者（紀元前301年生）